# Celestial
Celestial je treći album meksičke pop grupe RBD. Sniman je u New Yorku, Los Angelesu i u Meksiku. Producenti su Carlos Lara i Armando Ávila. Objavljen je 21. studenog 2006. godine u Meksiku i 24. studenog 2006. u ostatku Latinske Amerike.
Celestial je album grupe RBD koji se prodao najbrže u SAD-u: u prvom tjednu je zaslužio zlatni certifikat i u trećem tjednu je dostigao platinasti certifikat. Meksička grupa je snimila posebnu verziju za Brazil sa svim pjesmama na portugalskom; album je objavljen 4. prosinca 2006. godine i nazvan je Celestial (Versão Brasil). 
Celestial je najuspješniji album grupe RBD.
Prvi singl s albuma je "Ser o Parecer", koji ima jako kreativan spot i jedan je od najboljih ove grupe. Pjesma je postigla velika popularnost, tjednima je bila na prvim mjestima i tjednima je imala najbolju poziciju u karijeri grupe na Billboard-u. Drugi singl je "Celestial" čiji je spot prikazivao grupu na prirodniji način. Treći singl je "Bésame Sin Miedo" čiji je spot sniman u Rumunjskoj. Četvrti singl je "Algún Día", iako samo promotivni, postigao je veliku popularnost među mladima.

## Popis pjesama
1. "Tal Vez Después (Možda kasnije)" — 3:08
2. "Ser o Parecer (Možda kasnije)" — 3:33
3. "Dame (Daj mi)" — 4:06
4. "Celestial (Nebeski)" — 3:27
5. "Quizá (Možda)"  — 3:34
6. "Bésame Sin Miedo (Poljubi me bez straha)"  — 3:33
7. "Tu Dulce Voz  (Tvoj slatki glas)" — 3:21
8. "Algún Día (Jednog dana)" — 4:09
9. "Me Cansé (Umorio/la sam se)" — 2:43
10. "Aburrida y Sola (Dosadno i usamljena)" — 3:55
11. "Es por Amor (Za ljubav)" — 3:19

## Prodaja i pozicije
| Ljestvica (2006./07.) | Pozicija            | Certifikat                  | Prodaja                  |
| --------------------- | ------------------- | --------------------------- | ------------------------ |
| Meksiko               | 2                   | platinasti + zlatni         | 150.000+                 |
| Venezuela             | 1[nedostaje izvor]  |                             |                          |
| US Billboard 200      | 15[nedostaje izvor] |                             |                          |
| US Billboard Latin    | 1[nedostaje izvor]  |                             |                          |
| US Latin Pop Albums   | 1[nedostaje izvor]  |                             |                          |
| Kolumbija             | 1[nedostaje izvor]  |                             |                          |
| Španjolska            | 2[nedostaje izvor]  |                             |                          |
| Ekvador               | 1[nedostaje izvor]  |                             |                          |
| Slovenija             | 2[nedostaje izvor]  | -                           |                          |
| Rumunjska             | 1[nedostaje izvor]  |                             |                          |
| Čile                  | 1[nedostaje izvor]  | platinasti[nedostaje izvor] | 15.000+[nedostaje izvor] |
| Europa                | 44[nedostaje izvor] | -                           |                          |